# Droga N996 (Holandia)
Droga prowincjonalna N996 (nid. Provinciale weg 996) – droga prowincjonalna w Holandii, w prowincji Groningen. Łączy drogę prowincjonalną N361 w Winsum z drogą prowincjonalną N360 w Garrelsweer.
N996 to droga jednopasmowa o maksymalnej dopuszczalnej prędkości 80 km/h. W gminie Winsum przyjmuje ona nazwę Onderdendamsterweg. W gminie Bedum przyjmuje nazwy Winsumerweg i Middelstumerweg. W gminie Loppersum przyjmuje nazwy Onderdendamsterweg, Delleweg, Stedumerweg i Wijmersweg.